# Tux Racer
Tux Racer — тривимірна відеогра, головним героєм якої є пінгвін Tux — талісман Linux, ядра операційної системи. Гравець керує Туксом (або одним з трьох інших героїв) який ковзає на череві вниз по льодяно-сніговому жолобу збираючи оселедці. Коли Тукс ковзає по льоду, його швидкість збільшується, ковзання по снігу дає більше маневровості, а скельні ділянки сповільнюють ковзання. Крім того, на шляху Тукса зустрічаються дерева, що заважають руху, і прапорці — позначають курс.

## Ігровий процес
Управління типово для гоночних симуляторів — клавіші вліво та вправо змінюють напрямок руху, однак натискання стрілки вгору включає специфічну функцію — Тукс «загрібає» ластами. Правильне використання цієї команди необхідно для оптимізації проходження шляху. Підгрібання уповільнює Тукса на високих швидкостях і прискорює на низьких. У повітрі, загрібання можна використовувати для збільшення довжини стрибка. Тукса підкидає на нерівностях рельєфу, а при натисканні та відпусканні клавіші «енергія» (зазвичай E) він підстрибує сам. Відпускання клавіші під час стрибка подовжує його. Очки можна отримувати збираючи оселедці, які розкидані вздовж шляху. Щоб потрапити на наступний рівень, потрібно зібрати достатню кількість оселедців та дістатися до кінця шляху за заданий час. Як і в багатьох інших іграх з відкритими джерельними кодами, в гру не набридне грати, бо Tux Racer розширюється простою модифікацією гри. Нові карти створюються створенням трьох растрових зображень на яких вказуються: висота, тип поверхні, і розташування гральних об'єктів. Інші модифікації дозволяють Пінгвіну літати, або досягати надзвукової швидкості.

## Історія

### Поява гри
Спочатку, TuxRacer був навчальним проєктом Жасміна Патрі в коледжі у 1999 році. Він випустив його як вільну програму під ліцензією GNU GPL в 2000 році. Після цього близько року програма розроблялася спільнотою.

### Sunspire Studios: TuxRacer
У серпні 2001 року Патрі повідомив, що він та двоє його друзів створили компанію Sunspire Studios щоб продавати поліпшену версію гри під закритою комерційною ліцензією.
Невдовзі після цього, у роздрібний продаж за ціною 14,99 доларів США, вийшла гра Sunspire Studios TuxRacer для операційних систем GNU/Linux, Mac OS X та Microsoft Windows.
Sunspire ніколи не створювала інших продуктів і згорнула справи десь у 2003 році. Їх домени sunspirestudios.com та tuxracer.com більше не функціонують. Згідно з Archive.org, після 22 вересня 2002 року (коли вийшов патч Tux Racer 1.1.1 Linux Patch) на їхньому сайті не було суттєвих змін . Схоже, що сайт продовжував існувати майже без змін аж до 2004 року. Тут [Архівовано 4 грудня 2004 у Wayback Machine.] все ще можна завантажити демонстраційну версію їхньої гри.

### OpenRacer
Коли Sunspire зробила гру комерційною, Натан Матіас на основі останньої GPL-версії програми створив на сервері SourceForge.net відкритий проєкт OpenRacer. Дана версія оновлювалась дуже нерегулярно і, нарешті, залишилася у занедбаному стані (однак її все ще можна завантажувати і грати).

### PlanetPenguin Racer
Коли студія Sunspire припинила продаж гри, з останньої GPL-версії початкової гри була створена нова версія під назвою PlanetPenguin Racer. На додачу до рівнів вихідної ігри, PlanetPenguin Racer також включає додаткові, створені спільнотою.
PlanetPenguin Racer випущений не лише для GNU/Linux, але і для Windows. PlanetPenguin Racer легко встановлюється на багатьох дистрибутивах GNU/Linux. Користувачі дистрибутивів Debian та Ubuntu можуть інсталювати з допомогою менеджерів Synaptic або apt-get пакунок planetpenguin-racer. Під Gentoo, гра доступна з Portage під назвою ppracer. Користувачі Fedora Core можуть інсталювати з допомогою Yum пакунок ppracer. Окрім того з офіційного сайту доступні вихідні тексти й пакунки для інших дистрибутивів.

### Roxor Games: TuxRacer
Roxor Games, Inc. випустила аркадну версію. Керування у ній спрощено — були доступні тільки команди «ліворуч» та «праворуч», а тонкощі гри, які давала функція «загрібання», були відсутні.

### Extreme Tux Racer
У 2007 ентузіасти продовжили розробку гри і, взявши за основу код PlanetPenguin Racer, випустили поліпшену версію під назвою Extreme Tux Racer [Архівовано 12 листопада 2018 у Wayback Machine.]. Були виправлені помилки і додані нові рівні.